# Cerro Tanaro
Cerro Tanaro (piemontiul: Ser Tani) település Olaszországban, Piemont régióban, Asti megyében. Lakosainak száma 587 fő (2023. január 1.). Cerro Tanaro Castello di Annone, Masio, Quattordio és Rocchetta Tanaro községekkel határos.

## Népesség
A település lakossága az elmúlt években az alábbi módon változott:
| Lakosok száma | 598  | 589  | 587  |
|               | 2017 | 2018 | 2023 |